# Musarion

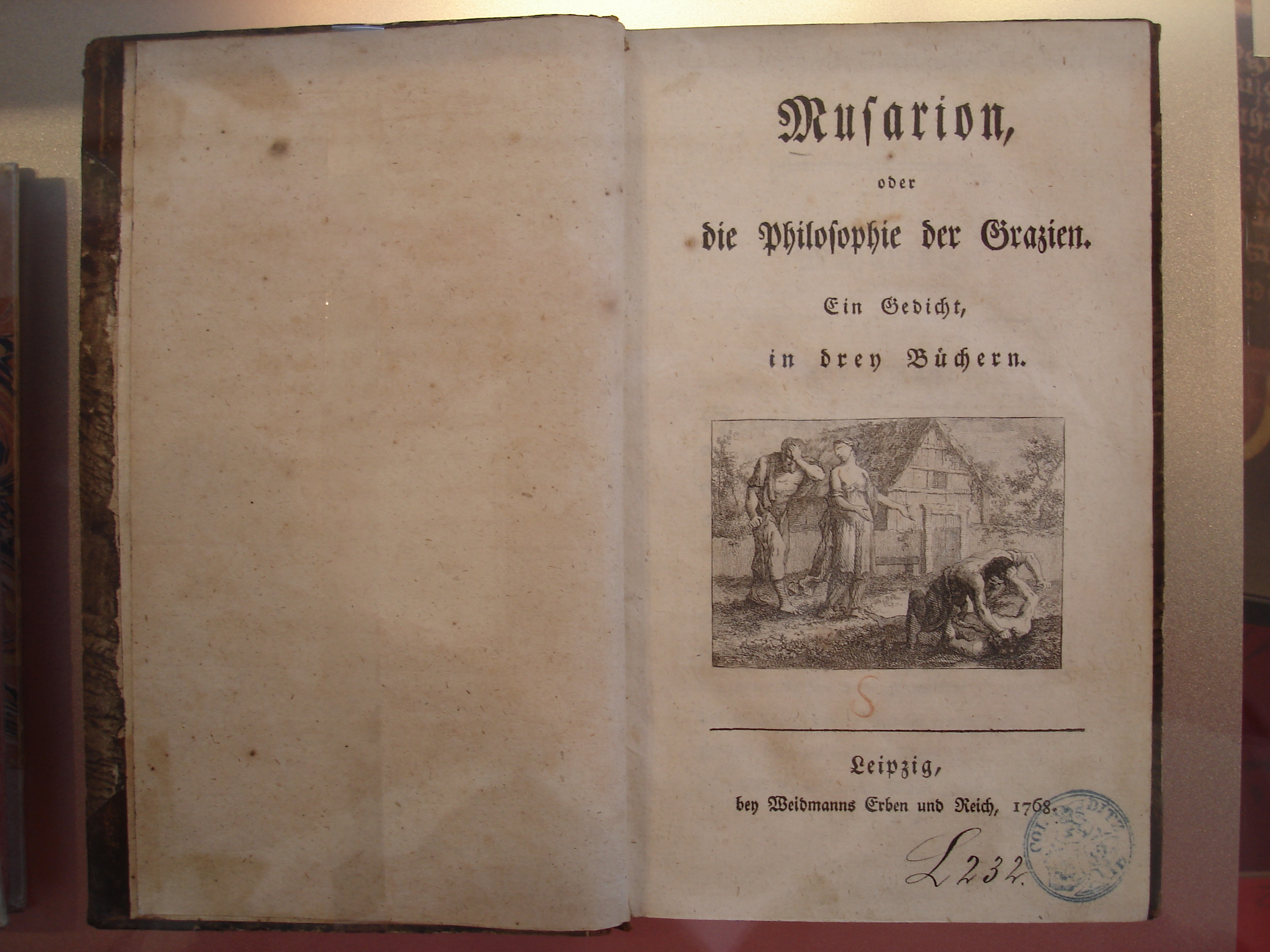
Musarion-Titelblatt 1768

Musarion oder Die Philosophie der Grazien. Ein Gedicht in drei Büchern ist der Titel einer zuerst 1768 anonym publizierten philosophischen Verserzählung von Christoph Martin Wieland. Erzählt wird die Beziehungsgeschichte des auf seinem Landgut zurückgezogen lebenden Phanias und seiner ihn besuchenden grazienhaften Freundin Musarion. Wieland kritisiert in seinem Werk Schwärmerei und Dogmatismus und plädiert – im Sinne der Aufklärung – für eine maßvolle, weltzugewandte Denk- und Lebensweise.

## Inhalt
Die Handlung spielt auf einem Landgut bei Athen zur Zeit des Hellenismus.

### Erstes Buch
Phanias geht verdrossen und gedankenvoll in einem wilden Hain in der Nähe seines kleinen Gutes am Meer umher. Vor kurzem genoss er noch in Athen das Leben in vollen Zügen – doch nun, da er kein Geld mehr hat, beklagt er die Eitelkeit alles Irdischen und die Unbeständigkeit der Freundschaft. Wie Herkules am Scheideweg glaubt er, zwischen einem Leben in Genuss und Wollust einerseits und einem tugendhaften Leben auf der Suche nach Ruhm und Weisheit andererseits wählen zu müssen. Er wählt Letzteres und flieht deshalb vor allen Verlockungen.
Er erblickt seine frühere Freundin, die anmutige Musarion, und flieht vor ihr. Sie folgt ihm jedoch und spricht mit ihm über ihre Beziehung. Aus ihrem Dialog erfährt der Leser, dass die beiden lange geistig-seelisch befreundet waren, bis er sie einmal schlafend überraschte, sich in diesen Anblick sofort verliebte und sie sexuell begehrte. Sie wollte ihn (und sich selbst auch) von dieser „Schwärmerei“ kurieren, durch eine oberflächliche Beziehung zu einem „Gecken“, dem knabenhaften Bathyll. Diese gefühlte Demütigung gab den Anstoß zu Phanias' Wandlung: Die Zeit der Leidenschaften und der Schwärmerei sei für ihn vorbei.
Musarion erklärt ihre Affäre mit dem Jüngling als Amors Laune ohne tieferen Grund, die er zu schwer nähme („du rächst dich zu hart Für selbst gemachte Liebesschmerzen“). Er habe sich ja auch nach ihrer Zurückweisung mit herbeigeholten Tänzerinnen vergnügt. Sie verspottet ihn, weil er wie Diogenes fern der Stadt lebt, sich nach Art der Kyniker in Lumpen kleidet und mit einem wilden Bart herumläuft, und ermahnt ihn, er solle sich seine Denkungsart nicht von den Wechselfällen des Schicksals bestimmen lassen: Wahres Glück liege in der Freundschaft und im Genuss der Natur, nicht in materiellem Wohlstand. Phanias jedoch will sich von allen äußeren Reizen abschotten und Glück nur aus seinem Inneren schöpfen – ein verliebter Blick Musarions bringt ihn jedoch aus der Fassung und widerspricht seiner gerade geäußerten Haltung.
Der Abend kommt, und Musarion bittet Phanias, bei ihm übernachten zu können, um nicht in der Nacht in die Stadt zurückkehren zu müssen. Er wehrt zunächst ab und gibt dann zu, bereits Besuch zu haben: Zwei Philosophen, nämlich Kleanth, ein Stoiker, und Theophron, ein Pythagoreer. Musarion besteht darauf, die beiden kennenzulernen, und beide gehen zum Haus.

### Zweites Buch
Die Philosophen sind einander inzwischen in die Haare geraten und prügeln sich, als Musarion und Phanias im Haus eintreffen. Phanias ist die Situation peinlich, Musarion schmeichelt Kleanth und Theophron. Sie möchte, dass die beiden bei Tisch ihre Gedanken debattieren, damit sie davon lernen könne. Sie becirct durch ihre Anmut die beiden und macht sich durch ironische Kommentare über sie lustig. Ihre Absicht ist es, Phanias die Widersprüche zwischen Theorie und Handeln bei den Philosophen zu demonstrieren. Dass gerade der Stoiker Kleanth sich von ihr schmeicheln lässt, offenbart, dass niemand vor Eigenliebe gefeit ist. Er prahlt mit seiner tugendhaften, enthaltsamen Lebensweise, trinkt dabei zu viel Wein, redet sich in Rage und muss am Ende von den anderen hinausgetragen werden. Theophron verteidigt den Genuss – sofern es geistiger Genuss ist: der Genuss der Musik sei Abbild der Sphärenharmonie. Von allem Körperlichen soll die Seele gereinigt und dadurch gottähnlicher gemacht werden. Bei seinem Vortrag starrt er immer wieder gebannt auf Musarions Brüste und die ihrer Sklavin Chloe, die er mit Musik und Tanz umwirbt. Unterdessen sucht Musarion den Blickkontakt mit Phanias und bemerkt, dass er (trotz seiner Beteuerungen) immer noch in sie verliebt ist.

### Drittes Buch
Phanias besucht nachts Musarion in ihrem Zimmer und gesteht ihr seine Liebe. Die Grazie erwidert, sie liebe ihn auch, jedoch mit „sanftem Triebe“ und nicht mit „Schwärmerei“. Als sie sich seiner Umarmung entzieht, ist er gekränkt, und sie erklärt, dass sie zunächst sichergehen wolle, dass seine „Glut“ kein „bloßes Sinnenspiel, ein flüchtiger Geschmack, ein kleines Fieber“ ist: „Wenn Phanias mich liebt, so räumt er, hoff ich ein, Dass ich, eh ich mich verschenke, Auf meine Sicherheit vorher ein wenig denke. […] Allein du selber willst, dass wir im Ernst uns lieben. […] Es ist darum zu tun, dass wir uns glücklich machen, Und nur vereinigt kann dies Weisheit und Natur.“ Dann sprechen die beiden über Kleanth und Theophron und machen sich über sie lustig: Phanias schämt sich, sie vorher noch als weise Männer bewundert zu haben. Musarion jedoch sieht Sinnvolles in ihren beiden Systemen und findet es „menschlich“, dass die Philosophen selbst weniger weise sind als die Systeme, die sie verteidigen. Auch hat sie Verständnis für Phanias Flucht aufs Land: In einer Situation, in der ihm jeder Genuss geraubt war, nahm er Lehren willig auf, die die Entbehrung preisen und die Welt der Ideen höher schätzen als irdische Genüsse.
Erst als sie sich der Reifung Phanias sicher ist, verbringt sie mit ihm eine Liebesnacht: „Ergib dich (spricht zuletzt die schöne Siegerin) Mit guter Art! Du siehts, wie nachsichtsvoll ich bin So vielen Übermut zu tragen: Mehr Eigensinn, erlaube mirs zu sagen, Beleidigt meine Zärtlichkeit, Und dient zu nichts, als deine Prüfungszeit Mehr, als ich selbst vielleicht es wünsche, zu verlängern.“
Phanias hat mit Musarion eine glückliche Zeit vor sich, „gleich fern von Dürftigkeit und stolzem Überfluß, Glückselig, weil ers war, nicht weil die Welt es wähnte […] Gesundes Blut, ein unbewölkt Gehirne, Ein ruhig Herz und eine heitre Stirne, Wie vieles macht ihn reich! […] was kann zum frohen Leben Der Götter Gunst ihm mehr und bessers geben? Die Weisheit nur, den ganzen Wert davon Zu fühlen […] Und, seines Glückes froh, kein andres zu erzielen! Auch diese gab sie ihm. Sein Mentor war kein Cyniker mit ungekämmtem Haar, Kein runzliger Kleanth, der, wenn die Flasche blinkt, Wie Zeno spricht und wie Silenus trinkt: Die Liebe wars. – Wer lehrt so gut wie sie“. Die Philosophen verschwinden aus Phanias Leben. Er hat nicht durch sie, sondern durch die Liebe erkannt, was wahres Glück ist, und betrachtet „was Natur und Schicksal uns gewährt, […] die Dinge dieser Welt gern von der schönen Seite“. Er will nicht ständig von der Tugend sprechen und glühen, sondern sie üben und hält die Welt weder für ein Elysium noch für eine Hölle.

## Form
Wie bei anderen Werken der Biberacher Phase Wielands konzentrierten sich die literaturwissenschaftlichen Analysen weniger auf den Inhalt als auf die aufwändig erarbeitete Form. Der auktoriale Erzähler und seine Figuren sprechen in einem kunstvoll gereimten, komplexen Satzbau und einem heiter-ironischen, stellenweise spöttischen Ton mit vielen Anspielungen auf die griechische und römische Mythologie und Geschichte. Die Zusammenhänge dürften auch dem zeitgenössischen Lesepublikum nicht alle bekannt gewesen sein. Deshalb erklärt sie der Autor in Anmerkungen zum Text.
Sehr kunstvoll ist das Reimschema: Meist wechseln in der unstrophischen Verserzählung Musarion, wie das Beispiel aus dem 3. Buch zeigt (s. u.),
- der „vers commun“ (der mit einer Zäsur nach der vierten bzw. sechsten Silbe, bei männlichem, d. h. betontem, Versschluss (Kadenz) zehn Silben hat und bei weiblichem, d. h. unbetontem, Versschluss elf).
- mit Alexandrinern (ein im Deutschen sechshebiger jambischer Reimvers mit, je nach Versschluss, 12 oder 13 Silben und einer Zäsur in der Mitte. Der Versschluss soll im Wechsel männlich und weiblich sein.) und
- Jamben mit freier Silbenzahl (8–13 Silben) ab.

Und ích mein Hérr, (versétzt sie) díe so víel (10, a, m)

Bewéisen sóll, bin ích, nach éurer Síttenléhre, (13, b, w)

Nicht áuch befúgt dass ích Bewéis begéhre? (11, b, w)

Und wíe, wenn éure Glút ein blóßes Sínnenspíel, (12, a, m)

Ein fl´üchtigér Geschmáck, ein kléines Fíeber w´äre? (13, b, w)

Wenn Phániás mich líebt, so r´äumt er, hóff' ich, éin, (12, c, m)

Dass ích, eh' ích mich sélbst verschénke, (9, d, w)

Auf méine Sícherhéit vorhér ein wénig dénke. (13, d, w)

Bei Léuten vón so wármem Blút (8, e, m)

Ist díese Vórsicht wóhl nicht állzu wéit getríeben. (13, f, w)

Verzéihe, wénn sie dír ein wénig Únrecht tút; (12, e, m)

Alléin du sélber wíllst dass wír im Érnst uns líeben? (13, f, w)

Sonst t´ändelt' ích mit Ámors Pféilen núr: (9, g, m)

Jetzt, dá er mích erháscht, ist's nícht mehr Zéit zum Láchen; (12, h, w)

Es íst darúm zu tún dass wír uns gl´ücklich máchen, (12, h, w)

Und núr veréinigt kánn dies Wéisheit únd Natúr. (12, g, m)
Einige Redewendungen sind in den deutschen Sprachgebrauch aufgenommen worden. Im zweiten Buch kommentiert der Erzähler die Tatsache, dass Kleanth und Theophron den zärtlichen Blickwechsel zwischen Musarion und Phanias nicht bemerken, mit den Worten: „Die Herren dieser Art blendt oft zu vieles Licht, / Sie sehn den Wald vor lauter Bäumen nicht.“

## Entstehungs- und Publikationsgeschichte
Wieland arbeitete an der Verserzählung zwischen 1764 und 1767, veröffentlichte es aber erst 1768 bei der Verlagsbuchhandlung Weidmanns Erben und Reich in Leipzig, nachdem sein Verleger Geßner in Zürich den Text wegen befürchteter Schwierigkeiten mit der Zensur abgelehnt hatte. Für folgende Ausgaben wurde der Text immer wieder überarbeitet; die Ausgabe letzter Hand erschien 1795 im 9. Band von Wielands Sämmtlichen Werken.

## Interpretation und Rezeption
Als Musarion 1768 erschien und auf überwiegend positive Resonanz beim Publikum stieß, war Wieland schon ein bekannter Schriftsteller, wurde sogleich ins Französische übersetzt und hatte seine Anhänger und Kritiker. Für die im März 1769 erschienene zweite, unter seinem Namen veröffentlichte Auflage verfasste Wieland als Vorwort einen Brief an Christian Felix Weiße. Darin bedankt er sich für sein Lob der Musarion und äußert seine Freude über „das günstige Urteil so vieler andrer Kenner“, das er für dieses Werk bekommen hat. Er glaubte, „nach so vielen allzu unvollkommenen Versuchen“ nun ein Werk geschaffen zu haben, das ihn überdauern wird.

### Wielands Verteidigung gegen seine Kritiker
In diesem Brief-Vorwort reagiert der Autor auch auf seine Kritiker, denen er Voreingenommenheit gegen neue Gedanken seines gegen den „Geschmack und Genius unsrer Zeiten gewidmeten Gedichts“ vorwirft. Er bedauert, dass „selbst die wenigen unter den öffentlichen Beurteilern, welche gewohnt sind zu denken, ehe sie schreiben, vielleicht nicht Muße gehabt haben, sich die Philosophie der Grazien genau genug bekannt zu machen, um den wahren Plan, den Zusammenhang der Grundsätze, und die eigentlichen Absichten dieses Gedichts, […] richtig genug zu entwickeln.“ Er rede hier von einer bessern Art von Köpfen, als es die schulgerechten Philosophen [gewissermaßen] sind, von denen geschrieben stehe: „Die Herren dieser Art blendt oft zu vieles Licht, Sie sehn den Wald vor lauter Bäumen nicht.“ Er schließt seinen Brief mit der Überlegung, wie „glücklich, wie groß, wie unabhängig“ diese besseren Köpfe  sein könnten, wie wenig [sie] die „Gunst der Könige nötig“ hätten und „wie ehrwürdig“ sie  selbst „in den Augen der Großen der Welt“ sein könnten, „wenn ihr Herz eben so gut, als ihr Kopf wäre: wenn der Einfluss der Musen und Grazien, auch ihr sittliches Gefühl, wenn ihr Geschmack auch ihre Gesinnungen verfeinert und verschönert hätte; wenn sie durch einen edlen Stolz sich zu groß dünkten, zu den niederträchtigen Leidenschaften des Pöbels und ihren verächtlichen Ausbrüchen herabzusinken“, bei dem „großen Haufen der Unwissenden und Narren, der den Erdboden bedeckt“ und die „Wissenschaften und die liebenswürdigen wohltätigen Künste der Musen verächtlich“ macht. „Wieviel würden sie, wieviel würde die Gesellschaft und in der Folge die menschliche Natur selbst, die von dem höchsten Grade der Verschönerung, deren sie fähig ist, noch so weit entfernt scheint, durch die Erfüllung dieses Wunsches gewinnen, wenn alle Leute von Genie und Talenten, alle Gelehrte, alle Schriftsteller, wenigstens alle guten, ohne Eifersucht und niedrige Privatabsichten in einem tugendhaften und freundschaftlichen Wetteifer auf ihrer gemeinschaftlichen Laufbahn neben einander fortliefen, einander allezeit Gerechtigkeit widerfahren ließen, jedes neu aufkeimende Talent mit Vergnügen willkommen hießen, und anstatt es zu schrecken und niederzuschlagen, es auf alle mögliche Weise aufzumuntern bedacht wären.“

### Wielands Grazienphilosophie
Die meisten wissenschaftlichen Interpretationen beziehen sich auf Wielands Vorwort zu seinem „den Grazien“ gewidmeten Werk, in dem er es als seine Lebensphilosophie interpretiert, und sehen ihre Hauptaufgabe in Formanalysen.
Wieland bekennt, dass er die Figur der Musarion als „getreue Abbildung der Gestalt [s]eines Geistes“ konzipiert habe: „Ihre Philosophie ist diejenige, nach welcher ich lebe; ihre Denkart, ihre Grundsätze, ihr Geschmack, ihre Laune sind die meinigen. Das milde Licht, worin sie die menschlichen Dinge ansieht; dieses Gleichgewicht zwischen Enthusiasmus und Kaltsinnigkeit, worein sie ihr Gemüt gesetzt zu haben scheint; dieser leichte Scherz, wodurch sie das Überspannte, Unschickliche, Schimärische, (die Schlacken, womit Vorurteil, Leidenschaft, Schwärmerei und Betrug, beinahe alle sittlichen Begriffe der Erdbewohner zu allen Zeiten, mehr oder weniger verfälscht haben,) auf eine so sanfte Art, dass sie gewissen harten Köpfen unmerklich ist, vom wahren abzuscheiden weiß; diese sokratische Ironie, welche mehr das allzustrenge Licht einer die Eigenliebe kränkenden oder schwachen Augen unerträglichen Wahrheit zu mildern, als andern die Schärfe ihres Witzes zu fühlen zu geben sucht; diese Nachsicht gegen die Unvollkommenheiten der menschlichen Natur – welche, […] mit allen ihren Mängeln doch immer das liebenswürdigste Ding ist, das wir kennen. – Alle diese Züge, wodurch Musarion einigen modernen Sophisten und Hierophanten, Leuten, welche den Grazien nie geopfert haben, zu ihrem Vorteile so unähnlich wird – diese Züge – […] sind die Lineamenten meines eignen Geistes und Herzens“. Unter seinen Zeitgenossen und unter den Menschen aller Zeiten gebe „keine geringe Anzahl, denen ein moralisches Gesichte, das dem ihrigen so wenig gleicht, notwendig hässlich vorkommen“ müsse. „Von Herzen gern sei ihnen das Recht zugestanden, davon zu urteilen, wie sie können: genug für mich, wenn Musarion und ihr Verfasser allen denen lieb ist, und es immer bleiben wird, welche in diesen Zügen ihre eignen erkennen.“
Nach Beißner ist Musarion „ein Lehrgedicht mit aller Grazie der Erzählung, wie sie nur Wieland vorzutragen weiß, also keine Erzählung für den platten Zeitvertreib, uns so durch durchwaltet und durchwirkt von dem anmutig-caprizuiösen Geist des „Gesprächs“, wie er sonst nur in der Komödie den dafür Empfänglichen entzückt.“
Goethe hat nach Beißner im 7. Buch der Dichtung und Wahrheit das Wesentliche der Musarion erkannt, worin er „das Antike lebendig und neu wieder zu sehen glaubte“ und Wielands Naturell, „das den gegen alle Schwärmerei misstrauischen Dichter auszeichnet“: „wie seine Spottlaune aus ehrlicher Sorge, aus tieferem Verständnis für das von andern oft nur oberflächlich gepriesene Wahre und Ehrwürdige heraufkommt.“ Goethe bezog Musarion auch nicht auf „etwelches Rokoko“. und dementsprechend findet Beißner die Zuordnung Wielands zum Rokoko-Protagonisten „problematisch“. Sie widerspreche zumindest dem Selbstverständnis des Dichters, der seinen eigenen „Ursprung von dem sokratischen Genius“ und der „sokratischen Ironie als Merkmal seines eigentümlichen Stils“ ableiten möchte und nicht von der Anakreontik. Seine Schilderungen stünden mit „feiner Brechung“ im „ironischen Abstand“: „[E]r geht nirgends auf in dem rosenfarbenen Scheinwesen der Rokoko-Reminiszenzen, er macht sich und seinen Lesern immer einen Spaß damit […] Das Phantastische ins Wirkliche zu mischen, da steckt immer eine schalkhaft ironische Absicht dahinter.“

### Rezeption
Das Interesse des Lesepublikums und der Rezipienten an Wieland wechselte im Laufe der Zeit. Im 19. Jh. war der Weimarer Klassiker mit beachtlicher geschichtlicher Bedeutung nur noch „ein sehr berühmter Name, aber kein lebendiger Schriftsteller mehr“. In seiner Zeit wurde Wieland dagegen viel gelesen und er hatte seine größte Bedeutung und Popularität schon zu Lebzeiten. Das sieht man auch an zeitgenössischen französischen, italienischen, englischen und osteuropäischen Übersetzungen. Türkische und japanische Ausgaben kamen später dazu.
Wielands frühe Werke, u. a. die Versepen, erschienen aus Zensurgründen wegen der sexuell-erotischen Motive zuerst anonym, doch schnell wurde bekannt, wer sie verfasst hatte, und der Autor wurde kritisiert und sogar angefeindet, v. a. vom Göttinger Hainbund und den Romantikern:
Mit ihrer Verehrung Friedrich Gottlieb Klopstocks grenzten sich die Göttinger gleichzeitig gegen Wieland und dessen frivole Themen und seinen ironischen Stil ab. Am 2. Juli 1773, Klopstocks Geburtstag, verbrannten Mitglieder des Hains ein Bild Wielands als „executio in effigie“ und sein Versepos Idris und Zenide wegen Sittenwidrigkeit. Ein Jahr später, zum 50. Geburtstag Klopstocks wiederholte sich das Ereignis.
Aber Wieland hatte in seiner Zeit mehr Bewunderer als Feinde, v. a. bei den Weimaranern. Beißner untersucht in seinem Nachwort den Einfluss Wielands auf den jungen Goethe. Im 7. Buch von Dichtung und Wahrheit beschreibt dieser die „Summe von Wielands Künstlertum“: „Ganz ohne Frage besaß Wieland unter allen das schönste Naturell. Er hatte sich früh in jenen ideellen Regionen ausgebildet, wo die Jugend so gern verweilt; da ihm diese […] verleidet wurden, so warf er sich auf die Seite des Wirklichen, und gefiel sich und andern im Widerstreit beider Welten, wo sich zwischen Scherz und Ernst, im leichten Gefecht, sein Talent am allerschönsten zeigte.“